# Armoiries des Açores
Les armoiries de la région autonome des Açores  sont décrites dans l'article 3 du décret régional numéro 4/79/A, du 10 avril. 
Elles se composent d’un blason, dont la description héraldique est : d’argent à l’autour des palombes d’azur, lampassé et armé de gueules, à la bordure de gueules chargée de neuf étoiles à cinq branches d'or.
Le blason est soutenu par deux taureaux de sable armés d'argent, harnachés et enchaînés d’or. Le taureau de gauche porte un étendard dans lequel apparaît la croix de l'Ordre du Christ, celui de droite porte un étendard représentant une colombe d'argent, qui symbolise le Saint-Esprit.
Le blason est surmonté d'un heaume d'or, de face, incrusté de plusieurs éléments de gueules et d'azur. Le tout est surmonté d'une chimère avec une forme d'autour des palombes, d'azur, chargée de neuf étoiles d'or.
Un listel d'or porte la devise officielle de la région : « Antes morrer livres que em paz sujeitos » (“Plutôt mourir libre que subir en paix”).
L’autour des palombes est le symbole des Açores et les étoiles indiquent le nombre d'îles. Les taureaux symbolisent l'élevage bovin, une des spécialités de l'archipel. L'étendard représentant les éléments de l'Ordre du Christ fait référence à cette organisation, car elle fut donatrice à l'archipel durant la période coloniale. L'étendard représentant le Saint-Esprit fait allusion à un des cultes les plus anciens existant aux Açores.